# Отвори прозор
„Отвори прозор” је југословенска телевизијска серија снимљена 1990. године у продукцији ТВ Сарајево.

## Улоге
| Глумац              | Улога |
| ------------------- | ----- |
| Гордана Бобан       |       |
| Харис Бурина        |       |
| Жан Маролт          |       |
| Зијах Соколовић     |       |
| Миливоје Мића Томић |       |

Комплетна ТВ екипа ▼
| Редитељ  | Тимоти Џон Бајфорд |        |
| Монтажер | Зијад Мехић        | (1990) |